# Síndrome de Sjögren-Larsson
El síndrome de Sjögren-Larsson (SSL) es una anomalía innata del metabolismo de lípidos debido a mutaciones del gen ALDH3A2 que codifica para la aldehído graso deshidrogenasa (FALDH), una enzima necesaria en la oxidación de alcoholes grasos en ácidos grasos.
Su prevalencia es de 1/250 000 y es más elevada en Suecia debido a un efecto fundador. Esta enfermedad se hereda de una forma autosómica recesiva.
Los rasgos clínicos se desarrollan antes del nacimiento (periodo prenatal): exceso de queratina en la piel (hiperqueratosis leve congénita) que evoluciona a ictiosis, predominantemente en las zonas de flexión, la nuca, el tronco y las extremidades, el prurito o escozor es muy frecuente, en el momento del nacimiento se presenta una eritrodermia, que suele desaparecer con la edad, afectación oftalmológica en la que la retina presenta unas inclusiones cristalinas alrededor la fóvea. Son frecuentes la sensibilidad a la luz o fotofobia y miopía, se han descrito dermatoglifos anormales, y característicamente signos neurológicos con tetraplejía espástica y retraso psicomotor durante el primer o segundo año de vida, disartria y un retraso en el habla, con convulsiones en un 40% de casos, déficit intelectual de moderado a severo, aunque se han descrito unos pocos casos con inteligencia normal.